# 板桥河水库 (泸西)
板桥河水库是中国云南省红河哈尼族彝族自治州泸西县境内的一座水库，位于金马河上，建于1957年。水库正常库容为6460万立方米，集雨面积为73平方千米，海拔为1858.22米。